# 1654 en santé et médecine
| Années de la santé et de la médecine : 1651 - 1652 - 1653 - 1654 - 1655 - 1656 - 1657    |
| Décennies de la santé et de la médecine : 1620 - 1630 - 1640 - 1650 - 1660 - 1670 - 1680 |

Cet article présente les faits marquants de l'année 1654 en santé et médecine.

## Événements
- A Rouen, les hôpitaux Saint-Louis et Saint-Roch sont construits simultanément[1].
- En Italie, le médecin Franco Folli (it) (1624-1685) tente une transfusion sanguine, en présence du  grand-duc de Toscane Ferdinand II de Médicis[2].

## Publications
- Pierre Borel (c.1620-1671) fait paraître sa Bibliotheca Chimica[3].
- Francis Glisson (1597-1677) publie son Anatomia hepatis (« Anatomie du foie ») où il décrit la capsule du foie ou capsule de Glisson[2].

## Naissances
- 26 octobre : Giovanni Maria Lancisi (mort en 1720), médecin italien[4].

## Décès
- 22 mars : Théodore de Mayerne (né en 1573), médecin et chimiste suisse.
- 29 octobre : René Chartier (né en 1572), médecin français.